# 佩德蒙泰
佩德蒙泰（義大利語：Pedemonte），是意大利威尼托大区维琴察省的一个市镇。总面积12平方公里，人口778人，人口密度64.8人/平方公里（2009年）。国家统计（ISTAT）代码为024076。